# Costruttore (informatica)
I costruttori, in informatica e specificamente nella programmazione orientata agli oggetti, indicano dei metodi associati alle classi che hanno lo scopo di inizializzare le variabili di istanza. La chiamata è effettuata automaticamente all'atto della creazione di un nuovo oggetto di una classe e nella maggior parte dei linguaggi non è possibile chiamarlo manualmente in un secondo tempo.

## Utilizzo
In molti linguaggi (per esempio in Java e C++) hanno lo stesso nome della classe a cui appartengono. Come tutti gli altri metodi, i costruttori possono avere dei parametri ed essere definiti in molteplici versioni attraverso l'overloading. Non è ovviamente possibile far ritornare alcun valore dai costruttori, poiché il tipo di ritorno è di default l'oggetto stesso.

### Tipi di costruttore
Oltre al semplice costruttore esistono due tipi speciali di costruttori: i default constructor e i copy constructor. I primi sono dei costruttori a cui non viene passato alcun parametro, mentre i copy sono quelli che ricevono come parametro un'altra istanza della stessa classe e quindi copiano tutte le proprietà di quell'istanza.

#### Costruttore implicito
Il costruttore implicito è un tipo di costruttore predefinito che, come unica istruzione, crea e istanzia le variabili e per definizione non viene descritto nel codice sorgente.

#### Costruttore privato
Il costruttore privato è un tipo di costruttore non visibile alle altre classi.
Per creare l'oggetto viene creato un metodo statico con tipo di ritorno l'oggetto; in questo modo, se alcune condizioni vengono rispettate, viene istanziato l'oggetto, mentre, se le condizioni non vengono soddisfatte, l'oggetto non viene creato. Questo per impedire che vengano creati oggetti non utilizzati o con caratteristiche non idonee.

## Linguaggi di programmazione
Quasi tutti i linguaggi di programmazione ad oggetti permettono la definizione dei costruttori.

### C++
In C++ è sufficiente dichiarare un metodo con lo stesso nome della classe. Il tipo di ritorno non deve essere inserito.
```
class
 
Point

{

  
public
:

    
Point
();
              
// Costruttore di default

    
Point
(
int
 
x
,
int
 
y
);
   
// Costruttore generico

    
Point
 
(
Point
 
&
other
);
 
// Costruttore di copia

    
// ... altri metodi ...

  
private
:

    
int
 
x
;

    
int
 
y
;

}

```

### C#
Anche in C# è sufficiente dichiarare un metodo con lo stesso nome della classe. Il tipo di ritorno non deve essere inserito.
```
public
 
class
 
Punto

{

  
private
 
float
 
x
;

  
private
 
float
 
y
;

  
public
 
Punto
()
  
// Costruttore di default

  
{
 
// ... codice qui ...

  
}

  
public
 
Punto
(
Punto
 
altroPunto
)
 
// Costruttore di copia

  
{
 
// ... codice qui ...

  
}

  
public
 
Punto
(
float
 
x
,
 
float
 
y
)
 
// Costruttore generico

  
{
 
// ... codice qui ...

  
}

}

```

### Java
La sintassi in Java, per il costruttore esplicito, è identica a quella di C#.
```
public
 
class
 
Punto

{

  
private
 
float
 
x
;

  
private
 
float
 
y
;

  
public
 
Punto
()
  
// Costruttore di default

  
{
 
// ... codice qui ...

  
}

  
public
 
Punto
(
Punto
 
altroPunto
)
 
// Costruttore di copia

  
{
 
// ... codice qui ...

  
}

  
public
 
Punto
(
float
 
x
,
 
float
 
y
)
 
// Costruttore generico

  
{
 
// ... codice qui ...

  
}

}

```

mentre la funzione del costruttore è equivalente al costruttore esplicito sottostante
```
public
 
class
 
Punto

{

  
private
 
float
 
x
;

  
public
 
Punto
()

  
{
 
//qui rimane senza codice

  
}

}

```

e può essere omessa.

### PHP
Il comportamento di PHP varia in base alla versione utilizzata.

#### PHP 4
È sufficiente chiamare il nome del costruttore come quello della classe.
```
class
 
Point

{

   
var
 
$x
;

   
var
 
$y
;

   
function
 
Point
 
(
 
$x
,
 
$y
 
)

   
{

     
// ... codice qui ...

   
}

}

```

#### PHP 5 e successivi
Nella versione 5 il nome della funzione deve essere __construct
```
class
 
Point

{

  
private
 
$x
;

  
private
 
$y
;

  
public
 
function
 
__construct
 
(
 
$x
,
 
$y
 
)

  
{

    
// ... codice qui ...

  
}

}

```